# Campionat de Bèlgica de motocròs
El Campionat de Bèlgica de motocròs (neerlandès: Belgisch kampioenschap Motorcross; francès: Championnat de Belgique Motocross), regulat per la federació belga de motociclisme, FMB/BMB (Fédération Motocycliste de Belgique/Belgische Motorrijders Bond), és la màxima competició de motocròs que es disputa a Bèlgica. Organitzat des de 1946, es tracta d'un dels campionats estatals d'aquest esport més antics del món i un dels que més prestigi internacional té. Juntament amb el campionat dels Països Baixos, el de Suècia i el britànic, és un dels de referència internacional i el que ha comptat amb la participació de més pilots de renom mundial al llarg de la seva història. Molts dels campions de Bèlgica han estat alhora campions del món en nombroses ocasions (a la llarga llista hi ha Roger De Coster, Joël Robert, André Malherbe, Georges Jobé, Eric Geboers, Joël Smets o Stefan Everts).
El Benelux i nord de França ha estat històricament la zona on hi ha hagut més afició al motocròs i d'on han sorgit els millors pilots, en part pel fet que fou per aquí per on penetrà al continent europeu aquest esport, inventat al Regne Unit l'any 1924. D'altra banda, atès que el Benelux es troba a l'epicentre dels principals països organitzadors de Grans Premis (el més prestigiós dels quals és, justament, el de Bèlgica), i que la zona disposa de molts circuits de primera línia –on s'organitzen curses contínuament–, el resultat és que molts pilots d'alt nivell vinguts d'arreu del món s'hi estableixen permanentment. El rovell de l'ou de tota aquesta zona ha estat sempre Bèlgica, però també els Països Baixos.

## Llista de guanyadors
Nota.- Tret dels campions de "Cilindrades petites" (títol reservat inicialment a pilots de categoria "Experts") i els de la cilindrada de 125 cc, reservada inicialment a pilots novells, es llisten només els campions de la categoria màxima, "Inter".
Font:

### Primera etapa (1946-2005)
| Any  | Inter           | Inter       |
| Any  | Campió          | Motocicleta |
| ---- | --------------- | ----------- |
| 1946 | Victor Govaerts | Gillet      |
| 1947 | Leon Kindekens  | Triumph     |
| 1948 | Victor Govaerts | ?           |
| 1949 | Nic Jansen      | Saroléa     |
| 1950 | Marcel Meunier  | Saroléa     |
| 1951 | Auguste Mingels | Matchless   |
| 1952 | Auguste Mingels | Matchless   |
| 1953 | Auguste Mingels | FN          |
| 1954 | Auguste Mingels | FN          |

| Any  | Inter              | Inter       | Cilindrades petites | Cilindrades petites |
| Any  | Campió             | Motocicleta | Campió              | Motocicleta         |
| ---- | ------------------ | ----------- | ------------------- | ------------------- |
| 1955 | René Baeten        | Matchless   | Alex Colin          | NSU                 |
| 1956 | Nic Jansen         | Matchless   | Marcel Verhaegen    | ?                   |
| 1957 | René Baeten        | FN          | Marcel Verhaegen    | BSA                 |
| 1958 | René Baeten        | FN          | Alex Colin          | NSU                 |
| 1959 | René Baeten        | AJS         | Jean Crosset        | Jawa                |
| 1960 | Roger Vanderbecken | ?           | Jean Crosset        | ?                   |
| 1961 | Roger Vanderbecken | ?           | Nic Jansen          | Greeves             |
|      | 500 cc             | 500 cc      | Cilindrades petites | Cilindrades petites |
| 1962 | Hubert Scaillet    | Triumph     | André Piron         | ?                   |
|      | 500 cc             | 500 cc      | 250 cc              | 250 cc              |
| 1963 | Hubert Scaillet    | Métisse     | Joël Robert         | Greeves             |
| 1964 | Roger Vanderbecken | ?           | Joël Robert         | ČZ                  |
| 1965 | Jef Teuwissen      | Triumph     | Marcel Wiertz       | Bultaco             |
| 1966 | Roger De Coster    | ČZ          | Joël Robert         | ČZ                  |
| 1967 | Jef Teuwissen      | ČZ          | Marcel Wiertz       | Bultaco             |
| 1968 | Sylvain Geboers    | ČZ          | Marcel Wiertz       | Bultaco             |
| 1969 | Sylvain Geboers    | ČZ          | Marcel Wiertz       | Bultaco             |

| Any  | 500 cc              | 500 cc          | 250 cc              | 250 cc      | 125 cc                 | 125 cc      |
| Any  | Campió              | Motocicleta     | Campió              | Motocicleta | Campió                 | Motocicleta |
| ---- | ------------------- | --------------- | ------------------- | ----------- | ---------------------- | ----------- |
| 1970 | Roger De Coster     | ČZ              | Gaston Rahier       | ČZ          | Jean-Paul Mingels      | ?           |
| 1971 | Jaak van Velthoven  | Husqvarna       | Marcel Wiertz       | Bultaco     | Félix Verhoeven        | ?           |
| 1972 | Roger De Coster     | Suzuki          | Joël Robert         | Suzuki      | Christian Gouverneur   | Puch        |
| 1973 | Jaak van Velthoven  | Yamaha          | Joël Robert         | Suzuki      | Emmanuel Fraikin       | ?           |
| 1974 | Roger De Coster     | Suzuki          | Harry Everts        | Puch        | Dieudonné Stouvenakers | ?           |
| 1975 | Roger De Coster     | Suzuki          | Gaston Rahier       | Suzuki      | Dieudonné Stouvenakers | ?           |
| 1976 | Roger De Coster     | Suzuki          | Gaston Rahier       | Suzuki      | Christian Timmermans   | ?           |
| 1977 | Roger De Coster     | Suzuki          | André Malherbe      | KTM         | Robert Greisch         | Yamaha      |
| 1978 | Yvan van den Broeck | Maico           | Gaston Rahier       | Suzuki      | Marc Velkeneers        | Yamaha      |
| 1979 | Yvan van den Broeck | Maico           | Jean-Claude Laquaye | SWM         | Christian Timmermans   | Kawasaki    |
| 1980 | André Vromans       | Yamaha          | Georges Jobé        | Suzuki      | Jean-Marie Milissen    | TGM         |
| 1981 | André Vromans       | Yamaha          | Georges Jobé        | Suzuki      | Bernard Robert         | Yamaha      |
| 1982 | André Vromans       | Suzuki          | Georges Jobé        | Suzuki      | Thierry Godfroid       | Gilera      |
| 1983 | André Malherbe      | Honda           | Georges Jobé        | Suzuki      | Eddy Nattermann        | Yamaha      |
| 1984 | Georges Jobé        | Kawasaki        | Jacky Martens       | KTM         | Ronald Verhaegen       | Honda       |
| 1985 | André Malherbe      | Honda           | Marc Velkeneers     | Maico       | Peter Dirkx            | Honda       |
| 1986 | Eric Geboers        | Honda           | Jo Martens          | Husqvarna   | Peter Iven             | Suzuki      |
| 1987 | Jo Martens          | Kawasaki        | Eric Geboers        | Honda       | Eric Vigelle           | Honda       |
| 1988 | Eric Geboers        | Honda           | Peter Dirkx         | Honda       | Georges Jobé           | Honda       |
| 1989 | Georges Jobé        | Honda           | Peter Dirkx         | Honda       | Bernard Magain         | Kawasaki    |
| 1990 | Dirk Geukens        | Honda           | Peter Iven          | Suzuki      | Stefan Everts          | Suzuki      |
| 1991 | Ronny Weustenraed   | Kawasaki        | Marnicq Bervoets    | Kawasaki    | Stefan Everts          | Suzuki      |
| 1992 | Billy Liles         | Honda           | Marnicq Bervoets    | Honda       | Bernard Magain         | Kawasaki    |
| 1993 | Johan Boonen        | KTM             | Stefan Everts       | Suzuki      | Thierry Godfroid       | Kawasaki    |
| 1994 | Jacky Martens       | Husqvarna       | Marnicq Bervoets    | Suzuki      | Werner Dewit           | Suzuki      |
| 1995 | Joël Smets          | Husaberg        | Marnicq Bervoets    | Suzuki      | Michael Gouverneur     | Kawasaki    |
| 1996 | Joël Smets          | Husaberg        | Marnicq Bervoets    | Suzuki      | Cédric Melotte         | Suzuki      |
|      | 250/500 cc Open     | 250/500 cc Open | -                   | -           | 125 cc                 | 125 cc      |
| 1997 | Joël Smets          | Husaberg        | -                   | -           | Jaimy Scevenels        | Honda       |
| 1998 | Stefan Everts       | Honda           | -                   | -           | Cédric Melotte         | Yamaha      |
| 1999 | Marnicq Bervoets    | Kawasaki        | -                   | -           | Steve Ramon            | Kawasaki    |
| 2000 | Joël Smets          | KTM             | -                   | -           | Steve Ramon            | Kawasaki    |
| 2001 | Stefan Everts       | Yamaha          | -                   | -           | -                      | -           |
| 2002 | Joël Smets          | KTM             | -                   | -           | Eric Hubin             | Suzuki      |
| 2003 | Joël Smets          | KTM             | -                   | -           | Pascal Bal             | Yamaha      |
| 2004 | Steve Ramon         | KTM             | -                   | -           | Aigar Leok             | Yamaha      |
| 2005 | Stefan Everts       | Yamaha          | -                   | -           | Jonathan Banken        | ?           |

### Segona etapa (2006-Actualitat)
Font:
A 15 de desembre de 2024
| Any  | MX1                    | MX1                    | MX2                    | MX2                    |
| Any  | Campió                 | Motocicleta            | Campió                 | Motocicleta            |
| ---- | ---------------------- | ---------------------- | ---------------------- | ---------------------- |
| 2006 | Steve Ramon            | Suzuki                 | Dennis Dierckx         | Honda                  |
| 2007 | Steve Ramon            | Suzuki                 | Jeremy van Horebeek    | KTM                    |
| 2008 | Steve Ramon            | Suzuki                 | Jeremy van Horebeek    | KTM                    |
| 2009 | Clément Desalle        | Honda                  | Nick Triest            | KTM                    |
| 2010 | Steve Ramon            | Suzuki                 | Nick Triest            | KTM                    |
| 2011 | Shaun Simpson          | Honda                  | Kevin Fors             | KTM                    |
| 2012 | Ken De Dycker          | KTM                    | Jens Getteman          | Suzuki                 |
| 2013 | Ken De Dycker          | KTM                    | Damon Graulus          | KTM                    |
| 2014 | Jeremy van Horebeek    | Yamaha                 | Yentel Martens         | Kawasaki               |
| 2015 | Jeremy van Horebeek    | Yamaha                 | Brent van Doninck      | Yamaha                 |
| 2016 | Kevin Strijbos         | Suzuki                 | Kevin Wouts            | KTM                    |
| 2017 | Dietger Damiaens       | ?                      | Mark Boot              | ?                      |
|      | 500 cc                 | 500 cc                 | 250 cc                 | 250 cc                 |
| 2018 | Dietger Damiaens       | KTM                    | Mark Boot              | ?                      |
| 2019 | Jochem Walckiers       | KTM                    | Mark Boot              | ?                      |
| 2020 | No disputat (COVID-19) | No disputat (COVID-19) | No disputat (COVID-19) | No disputat (COVID-19) |
| 2021 | Kevin van Geldrop      | KTM?                   | Brent Aerden           | ?                      |
| 2022 | Cedric Grobben         | Yamaha                 | Dieter Vromans         | ?                      |
| 2023 | Nolan Cordens          | KTM                    | Marnick Lagrou         | KTM                    |
| 2024 | Mattéo Puffet          | KTM                    | Ilan Heirwegh          | Gas Gas                |

## Estadístiques

### Campions amb més de 3 títols
A 15 de desembre de 2024
| Pilot               | Títols | Categories                      |
| ------------------- | ------ | ------------------------------- |
| Roger De Coster     | 7      | 7 x 500cc                       |
| Georges Jobé        | 7      | 2 x 500cc, 4 x 250cc, 1 x 125cc |
| Steve Ramon         | 7      | 4 x MX1, 1 x Open, 2 x 125cc    |
| Marnicq Bervoets    | 6      | 1 x Open, 5 x 250cc             |
| Stefan Everts       | 6      | 3 x Open, 1 x 250cc, 2 x 125cc  |
| Joël Smets          | 6      | 4 x Open, 2 x 500cc             |
| Joël Robert         | 5      | 5 x 250cc                       |
| Marcel Wiertz       | 5      | 5 x 250cc                       |
| René Baeten         | 4      | 4 x 500cc                       |
| Auguste Mingels     | 4      | 4 x 500cc                       |
| Gaston Rahier       | 4      | 4 x 250cc                       |
| Jeremy van Horebeek | 4      | 2 x MX1, 2 x MX2                |